# Islam au Suriname

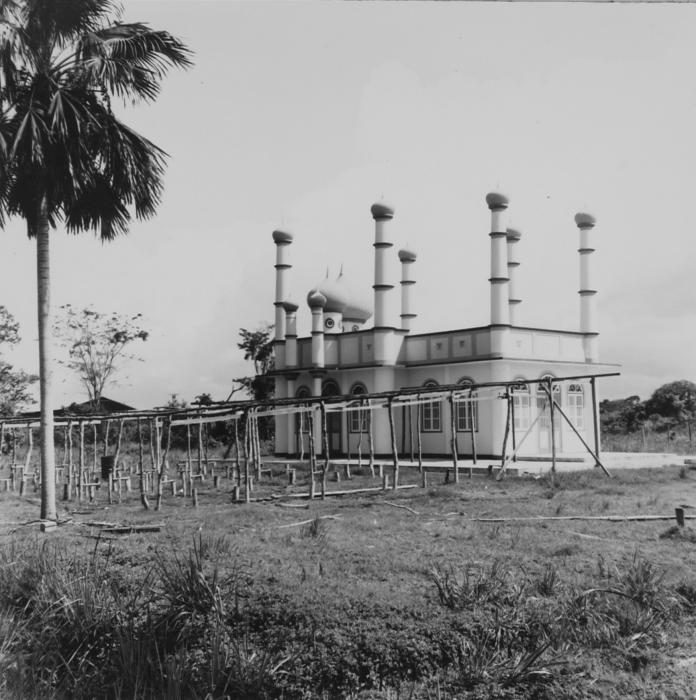
Une mosquée au Suriname

L’islam est une religion importante au Suriname, même s'il s'agit de la quatrième religion par nombre de pratiquants. C'est le pays d’Amérique qui compte en proportion le plus grand nombre de musulmans. Le Suriname fait partie de l'Organisation de la coopération islamique depuis 1996. Le recensement de 2004 établit que 13,5 % de la population est musulmane, soit en 2004 environ 66 000 personnes. D'autres statistiques indiquent 20 % de musulmans au Suriname.
Certains musulmans du Suriname sont des descendants des esclaves venus d’Afrique de l'Ouest. Une seconde vague d'immigrants est venue d’Asie du Sud et d'Indonésie au cours du XIXe siècle. La plupart des musulmans actuels sont leurs descendants. 
L'islam du Suriname est fortement influencé par l’Indonésie et le Pakistan. Les descendants d'immigrants de ces pays ont la même culture et parlent la même langue.